# Käthe Tennigkeit
Käthe Tennigkeit geborene Schlichting  (* 2. April 1903 in Hamburg; † 20. April 1944 im Polizeigefängnis Fuhlsbüttel Hamburg) war eine deutsche Sportlehrerin und Frauenpolitikerin, sozialdemokratische Widerstandskämpferin gegen den Nationalsozialismus und NS-Opfer.

## Leben
Käthe Schlichting stammte aus einer sozialdemokratischen Familie. Nach dem Besuch der Volksschule erlernte sie einen kaufmännischen Beruf und arbeitete als Kontoristin. Seit den 1920er Jahren war sie gewerkschaftlich engagiert. Zugleich betätigte sie sich sportlich im sozialdemokratischen Arbeiter-Turn- und Sportbund. Sie wurde Angestellte der Transportarbeitergewerkschaft und hatte ihren Arbeitsplatz im Hamburger Gewerkschaftshaus. Dort arbeitete sie zudem ehrenamtlich als Gymnastiklehrerin für die Frauengruppe den Konsum-, Bau- und Sparverein „Produktion“. Außerdem organisierte sie die frauenpolitische Arbeit für die Gewerkschaft der Bäcker. Später war sie für die Metallarbeitergewerkschaft tätig. Dabei lernte sie ihren künftigen Ehemann Richard Tennigkeit kennen, den sie im Jahr 1933 heiratete.
Er war aktives Mitglied im Kommunistischen Jugendverband Deutschlands (KJVD), war Mitglied der Metallarbeitergewerkschaft und in seinem Betrieb Obmann für die Werftlehrlinge. Seit dem Jahr 1926 war er Gemeindevertreter mit dem Mandat der KPD in Berne. Zusammen schlossen sie sich nach dem Beginn des Zweiten Weltkrieges der Widerstandsgruppe „Bästlein-Jacob-Abshagen“ an und unterstützten verfolgte Kommunisten, die sich vor der Gestapo verstecken und illegal leben mussten. So lebte zeitweise Gustav Bruhn versteckt bei der Familie Tennigkeit.
Nachdem die Gestapo von den Aktivitäten Kenntnis bekommen hatte, wurden die Eheleute im Februar 1944 verhaftet. Käthe Tennigkeit wurde ins Gestapogefängnis Fuhlsbüttel überstellt, während Ehemann Richard ins KZ Neuengamme deportiert wurde. Käthe Tennigkeit war schlimmen Haftbedingungen unterworfen, denn sie sollte im Verhör den Aufenthaltsort ihres Genossen Max Heyckendorf preisgeben. Sie starb am 20. April 1944 in ihrer Zelle von Fuhlsbüttel an den Folgen der Folterungen, während Ehemann Richard Tennigkeit im KZ Neuengamme an Typhus verstarb.

## Würdigungen
- Auf dem Ohlsdorf Friedhof im Garten der Frauen wurde 2001 eine „Erinnerungsspirale“ errichtet als Gedenkort für Frauen, deren Gräber nicht mehr vorhanden sind. Zu ihnen gehört auch Käthe Tennigkeit.[1]
- Seit 1985 erinnert der Tennigkeitweg in Hamburg-Poppenbüttel an den Widerstand der Eheleute Käthe und Richard Tennigkeit.
- Der Aktionskünstler Gunter Demnig verlegte zu ihrem Gedenken einen Stolperstein vor ihrer letzten Wohnadresse Moschlauer Kamp 24  in der Gartenstadt Berne in Farmsen-Berne.[4]